# Émergence (eau)

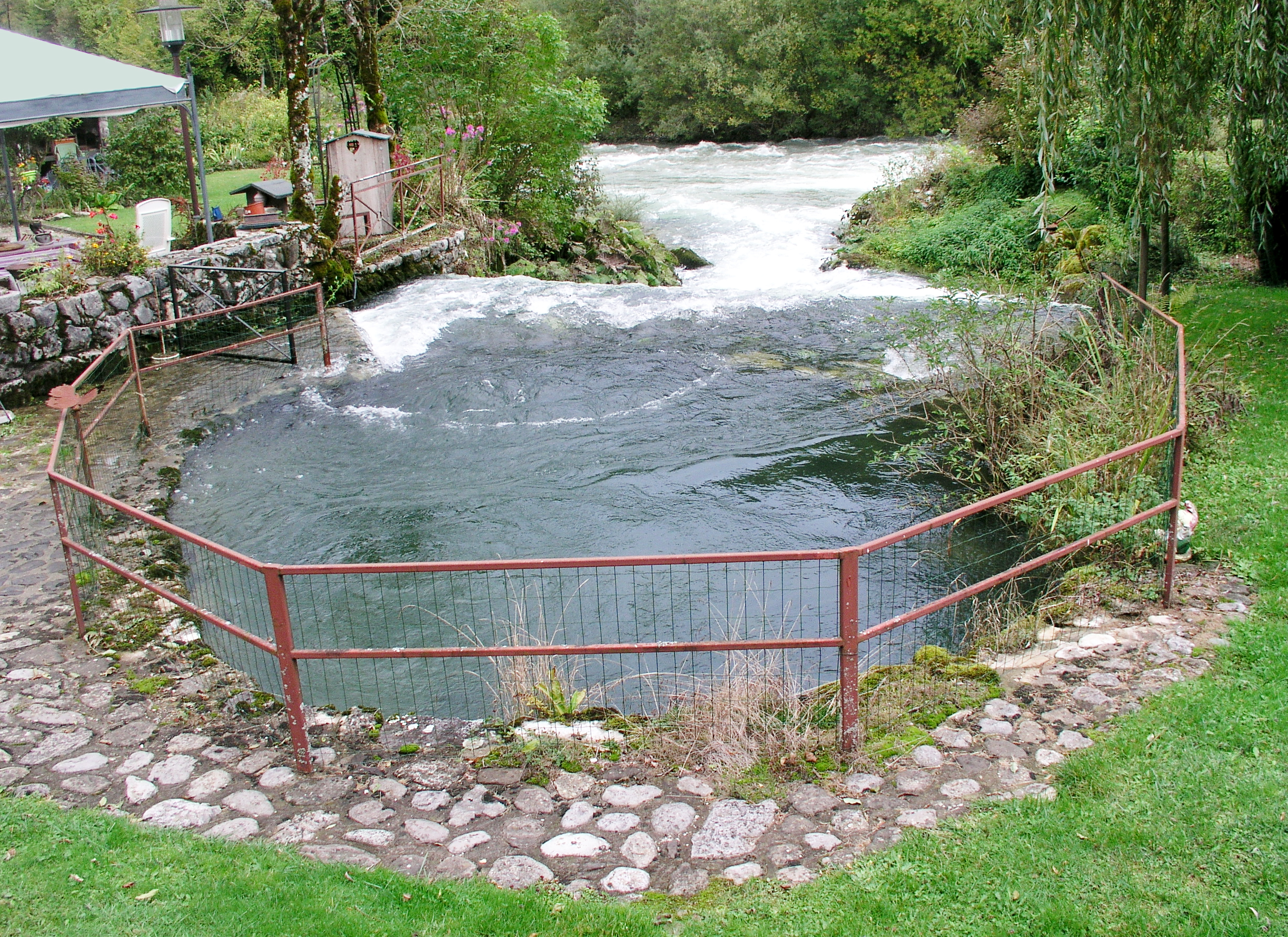
Source du Moulin de Prérouge, Arith, Savoie, France.

Une émergence (du latin médiéval emergentia, XVe siècle) désigne une apparition d'eau sortant du sol. L'origine de l'eau n'est pas connue (nappe, cours d'eau, eaux d'infiltration).
Les hydrologues  distinguent plusieurs types d'émergences : suintements, sources (de déversement, de débordement, de dépression, artésienne) et émergences karstiques (exsurgence ou résurgence à laquelle correspond une perte de cours d'eau).